# Peerless 150
Peerless 150 (150) је професионални рачунар, производ фирме Peerless који је почео да се израђује у Сједињеним Америчким Државама током 1982. године.
Користио је непознато као централни микропроцесор. Као оперативни систем кориштен је Jacquard DOS.

## Детаљни подаци
Детаљнији подаци о рачунару 150 су дати у табели испод.
|                       |                                    |
| [ 1 ]                 |                                    |
| Произвођач            |                                    |
| Тип                   | професионални рачунар              |
| Меморија              | непознато                          |
| Поријекло             | Сједињене Америчке Државе          |
| Година                | 1982                               |
| Тастатура             | Тастатура са пуним помаком тастера |
| Процесор              | непознато                          |
| Фреквенција процесора | непознато                          |
| RAM                   | непознато                          |
| ROM                   |                                    |
| Текст                 | 80 знакова x 25 линија             |
| Графика               | нема                               |
| Боја                  | једна боја                         |
| Звук                  | мали звучник                       |
| Димензије             | непознато                          |
| Портови               |                                    |
| Оперативни систем     |                                    |